# Grzegorz Kotowicz
Grzegorz Leon Kotowicz (Czechowice-Dziedzice, Silésia, 6 de agosto de 1973) é um ex-canoísta polaco especialista em provas de velocidade.

## Carreira
Foi vencedor da medalha de bronze em K-2 1000 m em Barcelona 1992, junto com o seu colega de equipa Dariusz Białkowski.
Foi vencedor da medalha de bronze em K-4 1000 m em Sydney 2000, junto com os seus colegas de equipa Dariusz Białkowski, Adam Seroczyński e Marek Witkowski.